# Hōjicha

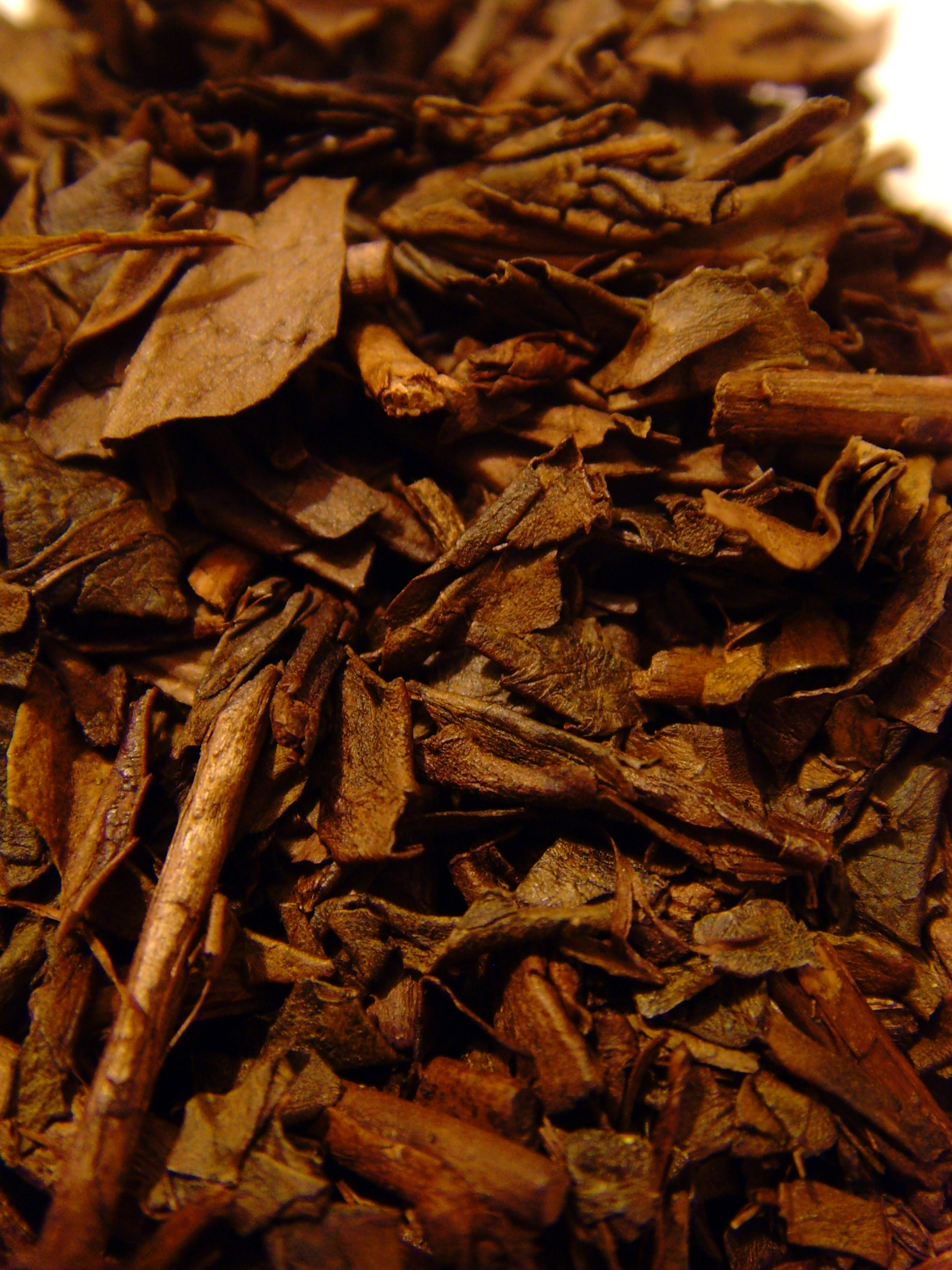
Hōjicha gerösteter grüner Tee

Hōjicha (auch Houjicha, jap. 焙じ茶, dt. „Rösttee“) ist ein gerösteter grüner Tee aus Japan. Die Blätter des Hōjicha werden durch das Rösten braun, auf den ersten Blick ähnelt er dem Schwarztee. Der Geschmack unterscheidet sich deutlich von den „grünen“ Grüntees.

## Herstellung
Für Hōjicha werden hauptsächlich Grüntees geringer Qualität verwendet. Meist handelt es sich um Sencha oder Karigane von niedriger Qualität oder um Bancha bzw. größere Teeblätter, die bei der Ernte mit gepflückt und später aussortiert werden.
Am Anfang wird Hōjicha ähnlich wie Grüner Tee verarbeitet. Nach der Ernte werden die Blätter noch am selben Tag gedämpft, so bleibt die grüne Farbe erhalten. Im Anschluss wird das Teeblatt unter Hitzezuführung auf verschiedene Arten gerollt. Danach wird der Tee bei hoher Temperatur geröstet und erhält so eine bräunliche Farbe und ein einzigartiges, pikantes und leicht nussiges Aroma.

### Verwendung
Durch das Rösten verliert der Tee einen großen Teil seines Koffeingehalts sowie Teile der anderen typischen Inhaltsstoffe. Somit wirkt Hōjicha weniger aufmunternd und enthält weniger Säure. Er zählt zu den Tees, die als magenfreundlich eingestuft werden. In Japan wird er vor allem am Abend, von älteren Menschen sowie von Kindern getrunken. Sogar Kleinkinder und Babys trinken in Japan Hōjicha. In Restaurants wird Hōjicha zum Essen gereicht. Im heißen japanischen Sommer wird er gekühlt serviert.

### Zubereitung
Durch die Röstung wird der Tee unempfindlicher gegenüber hohen Temperaturen und kann mit fast kochend heißem Wasser aufgegossen werden, ohne bitter zu werden.
- 5 bis 10 g Hōjicha-Teeblätter werden für 200 ml Tee benötigt. Das heiße Wasser (90–100 °C) wird über die Blätter gegossen, der Aufguss zieht zwischen 30 Sekunden und 3 Minuten lang. Hōjicha wird bis zu drei Mal aufgegossen.